# Sinal de Blumberg
Na medicina, o sinal de Blumberg é um sinal médico caracterizado por dor ou piora da dor à compressão e descompressão súbita do ponto de McBurney.
A pesquisa do sinal é feita no ponto de McBurney, também chamado de ponto apendicular. É traçado uma linha que liga a cicatriz umbilical com a espinha ilíaca ântero-superior. Divide-se esta linha em 3 partes, sendo o ponto referido o local que corresponde ao encontro do terço médio com o terço distal da linha.
Dor no ponto de McBurney, percebido durante o exame físico, é indicativo de peritonite naquele local e, apesar de não ser patognomônico, geralmente associa-se à apendicite aguda.
Segundo alguns autores, o verdadeiro sinal de Blumberg positivo ocorre somente quando a dor ocorre em dois tempos: (1)durante a compressão e (2)na descompressão, sendo nesta de muito maior intensidade. Somente a descompressão dolorosa – dor em um tempo - não caracterizaria o sinal.
Idealmente, como foi descrito no artigo em que foi publicado, o sinal de Blumberg só é pesquisado no ponto de Mcburney, sendo que a descompressão dolorosa em qualquer outra parte do abdome não é reconhecida como este sinal.
O nome do sinal é em homenagem ao cirurgião alemão Jacob Moritz Blumberg.